# Macapta niveigutta
Macapta niveigutta là một loài bướm đêm trong họ Noctuidae.